# Jacobine-Sofie Gjertz
Jacobine-Sofie Gjertz anomenada Marie (Cristiania (Noruega), 13 de juliol de 1819 - París, 1862) fou una escriptora, compositora i pianista noruega.
Estudià música a Copenhaguen i París, i el 1844 efectuà una gira per Amèrica, on donà diversos concerts, i l'any següent es casà amb un comerciant francès, convertint-se al catolicisme: llavors fou quan adoptà el nom de Marie. El 1857 s'establí a París com a professora de música.
Publicà: La musique au point de vue moral et religieux (1859), i les novel·les L'enthoussiasme (1861) i Gabrielle. Col·laborà en els diaris Croisé i en L'Univers.